# Saison 2010 des Astros de Houston
La Saison 2010 des Astros de Houston est la 49e saison en ligue majeure pour cette franchise. Avec 76 victoires pour 86 défaites, les Astros terminent quatrièmes de la Division centrale de la Ligue nationale.

## Intersaison

### Grapefruit League
33 rencontres de préparation sont programmées du 4 mars au 3 avril à l'occasion de cet entraînement de printemps 2010 des Astros.
Avec 13 victoires et 15 défaites, les Astros terminent 11e de la Grapefruit League et enregistrent la 12e performance des clubs de la Ligue nationale.

## Saison régulière

### Classement
| Ligue nationale (Division Centrale) | V  | D   | %    | GB |
| ----------------------------------- | -- | --- | ---- | -- |
| Reds de Cincinnati                  | 91 | 71  | .562 | -  |
| Cardinals de Saint-Louis            | 86 | 76  | .531 | 5  |
| Brewers de Milwaukee                | 77 | 85  | .475 | 14 |
| Astros de Houston                   | 76 | 86  | .469 | 15 |
| Cubs de Chicago                     | 75 | 87  | .463 | 16 |
| Pirates de Pittsburgh               | 57 | 105 | .352 | 34 |

### Résultats
| Légende             | Légende            | Légende       |
| victoire des Astros | défaite des Astros | match reporté |
| ------------------- | ------------------ | ------------- |

#### Juillet
- Le 29 juillet, le lanceur partant Roy Oswalt passe aux Phillies de Philadelphie en retour du lanceur partant J. A. Happ et deux joueurs des ligues mineures (le voltigeur Anthony Gose et l'avant-champ Jonathan Villar)[2].
- Le 31 juillet, après onze années à Houston, le premier but Lance Berkman passe aux Yankees de New York le jour de la date limite des transactions, en retour de l'avant-champ Jimmy Paredes, du lanceur droitier Mark Melancon et d'un montant d'argent[3].